# Piotr Popik
Piotr Popik (sinh ngày 18 tháng 11 năm 1962) là một nhà khoa học thần kinh người Ba Lan. Ông chuyên nghiên cứu các chất kích thích thần kinh ảnh hưởng đến não và các tình trạng như trầm cảm, nghiện ma túy, rối loạn nhận thức xã hội cũng như cảm xúc và giao tiếp của động vật.
Ông là tác giả của hơn 140 bài báo và chương sách. Popik là giáo sư khoa học y tế và Trưởng phòng thí nghiệm Khoa học Thần kinh Hành vi và Phát triển Thuốc tại Viện Dược học, Viện hàn lâm Khoa học Ba Lan ở Kraków; ông cũng giảng dạy bộ môn dược học tại Đại học Jagiellonia.

## Cuộc đời và sự nghiệp
Piotr Popik tốt nghiệp Bác sĩ Y khoa tại Trường Y tế thuộc Đại học Jagiellonia ở Kraków vào năm 1988. Từ năm 1985, ông làm việc tại Viện Dược học, Viện Hàn lâm Khoa học Ba Lan ở Kraków trong phòng thí nghiệm của Jerzy Vetulani. Trong năm 1990–1991, ông cùng với Jan M. Van Ree và David De Wied nghiên cứu vai trò của các neuropeptide trong quá trình học tập và ghi nhớ tại Đại học Utrecht. Ông nhận bằng Tiến sĩ tại Đại học Utrecht năm 1991, với đề tài luận án: Neurohypophyseal peptides and social recognition in rats, tiếng Việt là Các peptide thần kinh giảm nhịp tim và nhận thức xã hội ở ở chuột). Trong năm 1993–1995, ông nhận được Học bổng Quốc tế Fogarty tại Viện Y tế Quốc gia và gia nhập nhóm của Tiến sĩ Phil Skolnick. Ông đã nghiên cứu về vai trò của các thụ thể NMDA trong cơ chế hoạt động của thuốc chống trầm cảm và chất kích thích thần kinh (thuốc hướng thần) bao gồm cả thuốc ibogaine. Với công trình nghiên cứu về thuốc chống trầm cảm, ông được đồng trao Giải thưởng Anna-Monika.
Piotr Popik là thành viên của ủy ban biên tập của các tạp chí Amino Acid và Hóa sinh Dược lý và Hành vi. Hiện nay, ông đang hoạt động trong các lĩnh vực khoa học thần kinh nhận thức, khoa học thần kinh hành vi và tâm sinh lý học.

## Các tác phẩm
- Popik, P.; Vetulani, J.; van Ree, J. M. (1992). "Low doses of oxytocin facilitate social recognition in rats". Psychopharmacology. Quyển 106 số 1. tr. 71–74. doi:10.1007/BF02253591. ISSN 0033-3158. PMID 1738795. S2CID 32090956.
- Popik, P.; Layer, R. T.; Skolnick, P. (1995). "100 years of ibogaine: neurochemical and pharmacological actions of a putative anti-addictive drug". Pharmacological Reviews. Quyển 47 số 2. tr. 235–253. ISSN 0031-6997. PMID 7568327.
- Skolnick, P.; Layer, R. T.; Popik, P.; Nowak, G.; Paul, I. A.; Trullas, R. (1996). "Adaptation of N-methyl-D-aspartate (NMDA) receptors following antidepressant treatment: implications for the pharmacotherapy of depression". Pharmacopsychiatry. Quyển 29 số 1. tr. 23–26. doi:10.1055/s-2007-979537. ISSN 0176-3679. PMID 8852530.
- Bisaga, A.; Gianelli, P.; Popik, P. (1997). "Opiate withdrawal with dextromethorphan". The American Journal of Psychiatry. Quyển 154 số 4. tr. 584. doi:10.1176/ajp.154.4.584a. ISSN 0002-953X. PMID 9090360.
- Rygula, Rafal; Pluta, Helena; Popik, Piotr (2012). "Laughing rats are optimistic". PLOS ONE. Quyển 7 số 12. tr. e51959. Bibcode:2012PLoSO...751959R. doi:10.1371/journal.pone.0051959. ISSN 1932-6203. PMC 3530570. PMID 23300582.